# Antena 3
Antena 3 är en marksänd spansk TV-kanal. Den drivs av Atresmedia Televisión, som är en del av Atresmedia Corporación, tillsammans med företag som Atresmedia Radio och Unipublic.
Kanalen lanserades först, den 25 januari 1988, som Canal 10 España, men stängdes den 1 september samma år. 1989 nylanserades den med namnet Antena 3, som började testsända den 25 december 1989. En månad senare började kanalen regulära sändningar med ett program som hade journalisten Miguel Ángel Nieto som programledare. Antena 3 blev då den första privata TV-kanalen som täckte hela Spanien.
Den centrala TV-studion ligger i San Sebastián de los Reyes, i Comunidad de Madrid.

## Serier och dagliga program
Nedan visas de följetonger och dagliga program som Antena 3 sänder och datum för första sändningen.
| Program                            | Första sändning   |
| ---------------------------------- | ----------------- |
| Antena 3 Noticias                  | 25 januari 1990   |
| Espejo público                     | 11 december 2006  |
| Cocina abierta de Karlos Arguiñano | 20 september 2010 |
| La ruleta de la suerte             | 25 januari 1990   |
| Amar es para siempre               | 14 januari 2013   |
| Tierra amarga                      | 5 juli 2021       |
| Y ahora Sonsoles                   | 24 oktober 2022   |
| Pasapalabra                        | 24 juli 2000      |
| El Hormiguero                      | 5 september 2011  |

## Kanaler
Efter en fusion 2011–2012 med La Sexta, erbjuder företaget åtta kanaler: Antena 3, La Sexta, Neox, Nova, Nitro, Xplora, La Sexta 3 och Mega) (inklusive Antena 3 HD och La Sexta HD, ”skarp-TV” av de viktigaste kanalerna.)